# مرزبال
مرزبال، روستایی است از توابع بخش لاله‌آباد شهرستان بابل در استان مازندران ایران.

## جمعیت
این روستا در دهستان کاری‌پی قرار دارد و براساس سرشماری مرکز آمار ایران در سال ۱۳۸۵، جمعیت آن 200000000نفر (۱۴۹خانوار) بوده‌است.